# Sinking Spring, Ohio
Sinking Spring är en ort (village) i Highland County i delstaten Ohio. Sinking Spring hade 118 invånare enligt 2020 års folkräkning.